# 글렌 머컷
글렌 머컷(영어: Glenn Murcutt, 1936년 7월 25일 ~ )은 오스트레일리아의 건축가이다. 알바르 알토 메달, 프리츠커상, AIA 금메달을 수상했다. 동업자나 직원 없이 홀로 일하는 머컷은 자국에서만 활동하며 매우 신중하게 일감을 찾는다고 알려져 있다. 오스트레일리아 유일의 프리츠커상 수상자인 머컷은 오스트레일리아 출신 중 가장 저명한 건축가로 일컬어진다.

## 생애
런던에서 호주인 부모의 아들로 태어났다. 유아 시절 5년 동안 파푸아뉴기니에서 살았으며 이때 처음으로 단순하고 자생적인 건축과 조우하였다. 1941년 부모와 함께 시드니로 이주하고 맨리 보이스 고등학교를 거쳐 1961년 시드니 테크니컬 칼리지 건축학과를 졸업하였다. 경력 초기에 네빌 그루즈먼, 켄 울리, 시드니 앵커 그리고 브라이스 모틀록 등 다양한 건축가와 일하면서 그들 건축의 유기적인 형태가 추구하는 자연과의 관계를 경험할 수 있었다. 1969년에 시드니 외곽 모스먼에 자신의 설계 사무소를 차렸다.
젊은 건축가들을 위한 수업을 진행하는 머컷은 비록 자국에서만 활동하지만 전세계적인 영향력을 지녔다. 주거 및 공공 분야를 넘나들며 홀로 건축 활동을 해오고 있다. 그의 신조인 ‘땅 위에 가볍게 올라서기’는 호주 특유의 경관에 적합한 설계를 낳았다. 머컷의 작업은 매우 경제적이고 여러 가지 기능을 수행할 수 있다. 또한 설계를 시작하기 전에 주어진 부지에서 관찰되는 바람의 방향이나 물의 움직임, 기온과 광량에 주의를 기울인다. 유리, 돌, 나무, 콘크리트, 강철 그리고 슬레이트를 주로 사용한다.
프리츠커상 심사단은 그의 건축에 대해 “유명인사에 현혹된 우리 시대에 ‘스타키텍트’라는 후광은 많은 건축계 인사와 정치적 관계를 등에 업고 헤드라인을 장악한다. 정반대로, 글렌 머컷은 지구 반대편에서 홀로 일한다. 매 작업마다 최선을 다하는 그를 기다리는 의뢰인들이 있다. 머컷은 자신의 환경과 지역성에 대한 감수성을 직설적이고, 정직하며, 내실있는 작업의 경지에 올려놓는 혁신적인 건축적 기술자이다.”라고 평했다.
현재 뉴사우스웨일스 대학교 건축학과에서 교수직을 역임하며 학생들을 가르치고 있다. 2011년 사망한 아들 니콜라스 머컷 역시 건축가로 활동했다.

## 관련 출판물
- "Glenn Murcutt Pritzker Prize", ArchitectureWeek No. 94, 2002.0417, pN1.1.
- Beck, Haig and Cooper, Jackie, A Singular Practice. Images, April 2006. ISBN 1-876907-75-4.
- Carter, Nanette "Locating Design: A Site Every Design Professional Should See: The Marika-Alderton House, Yirrkala" Design and Culture, Vol. 3, No. 3, (Nov. 2011), pp. 375–378. ISSN 1754-7075
- Fromonot, Francoise. Glenn Murcutt : Buildings and Projects 1962-2003. Thames and Hudson, London/New York, 2005. ISBN 978-0-500-28589-3. ISBN 0-500-28589-6
- Drew, Philip. Leaves of Iron : Glenn Murcutt : Pioneer of an Australian Architectural Form. ISBN 0-207-17327-3.
- Drew, Philip. Touch This Earth Lightly: Glenn Murcutt in His Own Words. Duffy & Snellgrove, 15 May 2000. ISBN 1-875989-46-3.
- Farrelly, Elizabeth Glenn Murcutt - Three Houses (Architecture in Detail). Phaidon Press Inc. (October 1993). ISBN 0-7148-2875-0.
- Gusheh, Heneghan, Lassan, Seyama, "The Architecture of Glenn Murcutt", TOTO, Japan, 2008. ISBN 978-4-88706-293-1
- Gusheh, Heneghan, Lassan, Seyama, "Glenn Murcutt - Thinking Drawing, Working Drawing", TOTO, Japan, 2008. ISBN 978-4-88706-294-8
- Limited Edition Folio, "Glenn Murcutt Architect", Essays by Kenneth Frampton, Juhani Pallasmaa, boxed photos/drawings. 01 Editions, Sydney, 2006. ISBN 0-9775931-0-X.
- Muller, Brook "In the Landscape of Murcutt", ArchitectureWeek No. 66, 2001.0912, pE1.1.
- Sharp, Dennis. The Illustrated Encyclopedia of Architects and Architecture. New York: Quatro Publishing, 1991. ISBN 0-8230-2539-X. NA40.I45. p111.